# Оксман, Нери
Нери Оксман (ивр. נרי אוקסמן‎; род. 1976, Хайфа) — американо-израильский дизайнер и профессор Медиа-лаборатории Массачусетского технологического института. Руководитель исследовательской группы по опосредованной материи.
Её работы воплощают дизайн окружающей среды и цифровой морфогенез, формы и свойства которых определяются их контекстом. Она ввела термин «материальная экология» для определения своей работы, помещая материалы в контекст. Стилистические товарные знаки включают ярко окрашенные и текстурированные поверхности со структурой во многих масштабах, а также композитные материалы, твердость, цвет и форма которых варьируются в зависимости от объекта.
Во многих проектах Оксман используется трехмерную печать. В их число входят Silk Pavilion, сотканный шелкопрядами на нейлоновой раме, Ocean Pavilion, производственная платформа на водной основе, на которой строятся конструкции из хитозана, Glass I, первый 3D-принтер для оптически прозрачных материалов. стекла и производимого им набора изделий из стекла, а также коллекций одежды и предметов одежды, напечатанных на 3D-принтере, которые носят на показах и представлениях от кутюр.
Она провела выставки в Музее современного искусства и Бостонском музее науки, где некоторые из её работ находятся в их постоянных коллекциях, включая SFMOMA. Куратор MoMA Паола Антонелли назвала её «человеком, опередившим свое время, а не своим временем» а Брюс Стерлинг назвал её работы «разительно отличными от всего, что было раньше».

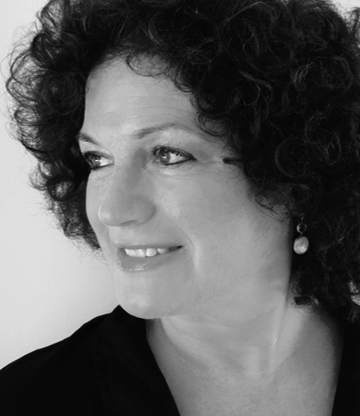
Ривка Оксман, мать Нери Оксман и профессор Техниона — Израильского технологического института

Оксман родилась и выросла в Хайфе, Израиль, в еврейской семье. Её родители, Роберт и Ривка Оксман, оба архитекторы. Её младшая сестра Керен Оксман — художница. Оксман окончила еврейскую школу Реали в Хайфе в 1994 году. Оксман выросла «между природой и культурой», проводя время в саду своей бабушки и архитектурной студии своих родителей.
Как и большинство израильской молодежи, Нери Оксман служила в вооружённых силах, поступила на службу в израильские ВВС, получив звание старшего лейтенанта. После службы она переехала в Иерусалим, чтобы поступить в медицинскую школу Хадасса Еврейского университета. Через два года она перешла на изучение архитектуры в Технион — Израильский технологический институт, а затем в Школу архитектуры Лондонской архитектурной ассоциации, которую окончила в 2004 году.
В 2005 году она переехала в Бостон, чтобы присоединиться к программе PhD по архитектуре в Массачусетском технологическом институте под руководством Уильяма Дж. Митчелла. Её диссертация была посвящена дизайну с учётом материалов. В 2010 году она стала адъюнкт-профессором Массачусетского технологического института в Медиа-лаборатории Массачусетского технологического института в качестве профессора по развитию карьеры в корпорации Sony (так называемая должность финансируется за счет гранта Sony).

## Личная жизнь
Оксман ранее была замужем за аргентинским композитором Освальдо Голиховым. В январе 2019 года она вышла замуж за Билла Акмана У Оксман и Акмана есть совместная дочь.

## Карьера

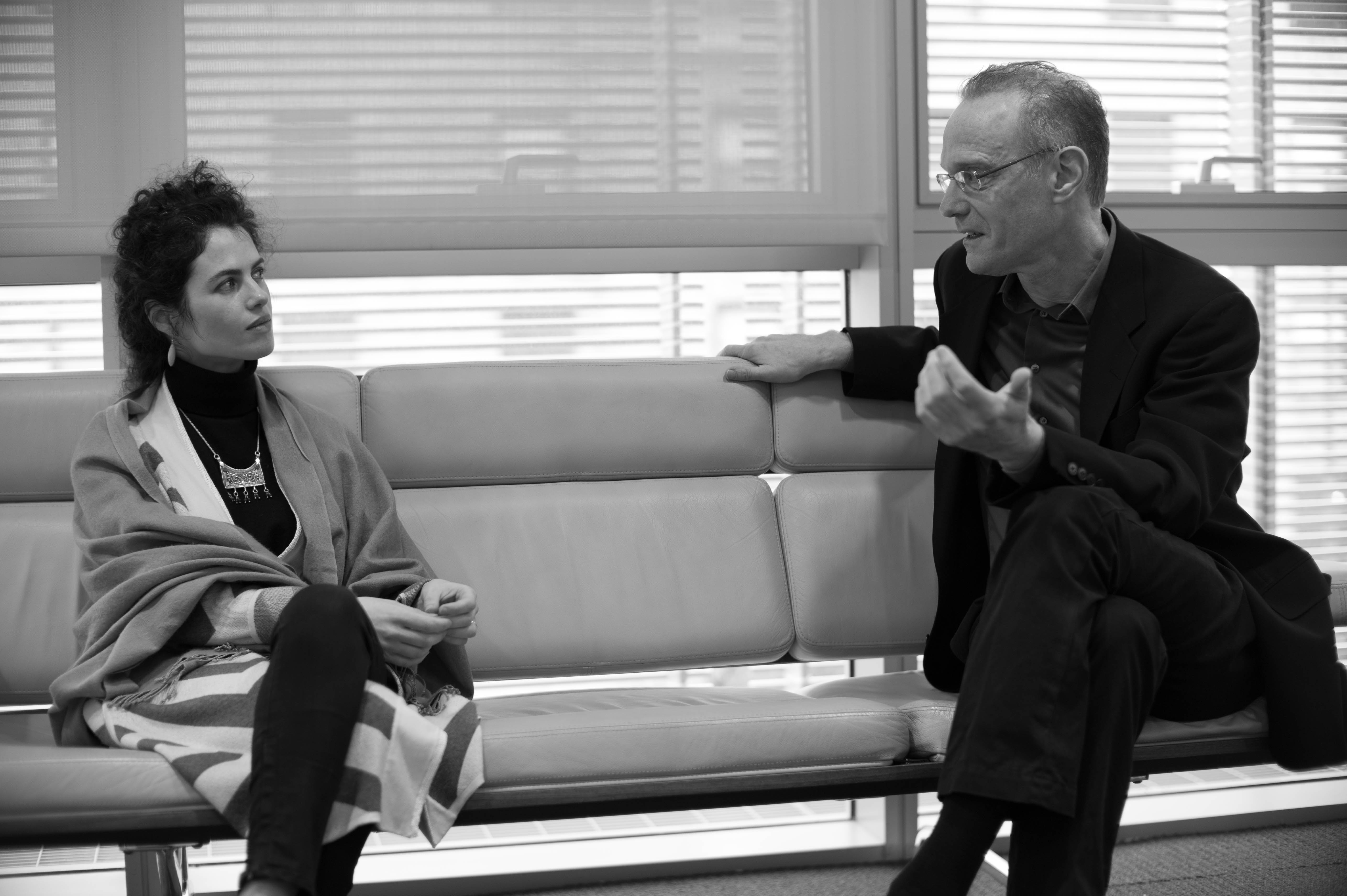
Нери Оксман и Чак Хоберман из Гарвардской высшей школы дизайна

Работы Оксман выставлялись по всему миру: экспонаты находятся в постоянных коллекциях Музея современного искусства, Музея дизайна Купера Хьюитта, Центра Жоржа Помпиду, Венского музея прикладного искусства, SFMOMA и Бостонского музея изящных искусств и Музея искусства. Наука. Экспонаты также были показаны в Смитсоновском институте и на Пекинской международной художественной биеннале, а в 2020 году крупная ретроспектива работ Оксман открылась в Музее современного искусства.
Она опубликовала статьи по параметрическому и контекстному дизайну и разработала специальные инженерные методы для реализации этих проектов из различных материалов. В 2006 году она запустила в Массачусетском технологическом институте междисциплинарный исследовательский проект под названием « Материалекология», чтобы экспериментировать с генеративным дизайном. Этот проект и связанные с ним совместные работы повлияли на её раннее искусство. Она продвигала идею поиска новых способов общения и сотрудничества в области дизайна. В 2016 году она помогла запустить открытый междисциплинарный журнал Journal of Design Science.
Она появлялась на обложках Fast Company, Wired UK, ICON, и журнала Surface. Её работы упоминаются как источник вдохновения для изменения дизайна материалов и структур, а её художественные работы были описаны Эндрю Болтоном как «потусторонние — не определяемые ни временем, ни местом».
Став профессором в 2010 году, Оксман основала исследовательскую группу Mediated Matter в MIT Media Lab. Там она расширила свое сотрудничество в области биологии, медицины и носимых устройств.
В 2019 году выяснилось, что её лаборатория получила 125000 долларов от финансиста и осужденного за сексуальные преступления Джеффри Эпштейна через медиа-лабораторию Массачусетского технологического института и её директора Джои Ито. Она велела своим ученикам в лаборатории послать Эпштейну подарок, несмотря на то, что они довели до её сведения опасения по поводу Эпштейна.

### Философия дизайна
Оксман пишет о мире и окружающей среде как о организмах, которые регулярно меняются и реагируют на использование, полные градиентов цвета и физических свойств, а не четких границ. Она предложила разработать экологию материалов с помощью «целостных продуктов, характеризующихся градиентами свойств и многофункциональностью» — в отличие от сборочных линий и «мира из частей». Что касается взаимодействия между методами проектирования и производства, она сказала, что «предположение о том, что детали изготавливаются из одного материала и выполняют заранее определённые функции, глубоко укоренилось в дизайне… [и] подкрепляется тем, как работают промышленные цепочки поставок».

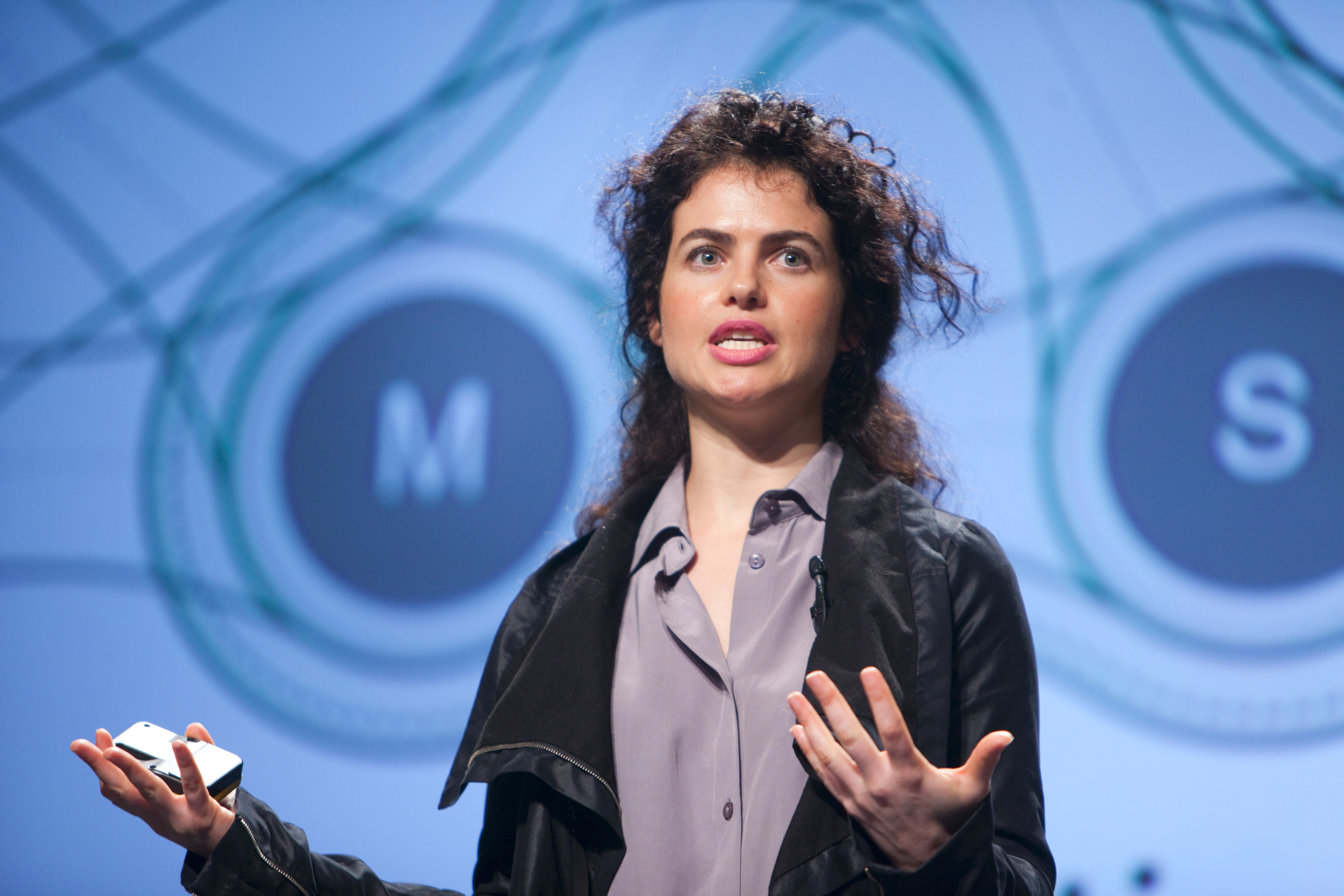
Oxman at Pop! Технология 2009

Она описывает свою работу как «переход от потребления природы как геологического ресурса к редактированию его как биологического». Это приводит к использованию разнообразных биологических форм и текстур для вдохновения, а также к включению живых элементов в процессы изготовления, таких как светящиеся бактерии в Муштари, и использование шелкопряда для строительства Шелкового павильона. Она написала, что наука, инженерия, дизайн и искусство должны быть более активно связаны — так, чтобы результат каждой дисциплины служил входом для другой.
Оксман провела презентации о цифровом и междисциплинарном дизайне, а также о выходе за рамки массовых элементов дизайна. Они включали в себя презентацию о создании форм и дизайне окружающей среды ссылались быстрые прототипы в других областях и популярный доклад TED о проектировании «на стыке технологий и биологии». В её программном докладе 2016 года на конференции Американского института архитекторов предлагалось «повысить роль архитектуры в обществе», работая рука об руку с наукой и разработкой.
Оксман использовала в своей работе метод расчета лучей, который является противоположностью фото-скульптинга. При подсчете лучей плоская поверхность преобразуется в сильно искривленную за счет определённого расположения световых параметров. Алгоритм вычисляет интенсивность, положение и направление одного или нескольких источников света, помещенных в заданную среду, и присваивает значения локальной кривизны соотношению между геометрией и характеристиками освещения. Затем полученные с помощью стереолитографии три двухслойных полупрозрачных объекта показывают карманы из смолы везде, где эти поверхности пересекаются.

### Телевизионные выступления
Оксман — героиня эпизода документального сериала Netflix «Абстракция: искусство дизайна» (сезон 2, эпизод 2).

## Опосредованная материя
Группа Mediated Matter использует вычислительный дизайн, цифровое производство, материаловедение и синтетическую биологию для изучения возможностей проектирования малых и больших структур. Иногда это включало получение изображений биологического образца, разработку алгоритмов для создания аналогичных структур и разработку новых производственных процессов для реализации результатов. Проекты включали носимые устройства, вдохновленные нынешней и будущей окружающей средой, солнечные и био-разлагаемые конструкции, новые художественные техники, а также экспериментальные поверхности, стены, покрытия и несущие элементы. Некоторые из них предполагали совместную работу из разных областей.

### Органическое и натуральное производство
Некоторые работы Оксман были изготовлены животными или естественными процессами.
« Шелковый павильон» — инсталляция, спроектированная в 2013 году, — отличалась не только окончательной формой, но и методом изготовления. Его соткали 6500 свободно летающих тутовых шелкопрядов на куполе с нейлоновым каркасом. Эксперименты с тутовыми шелкопрядами определили, как они будут реагировать на различные поверхности и что побудит их вращаться на существующей структуре, а не на коконе. Каркас большого многогранного купола был свободно соткан роботизированной рукой из тонких нейлоновых нитей и подвешен в открытой комнате. Купол запроектирован с зазорами там, где будет больше всего тепла. Тутового шелкопряда волнами выпускали на раму, где они добавляли слои шелка перед тем, как удалить. Это включало инженерное дело, шелководство и моделирование солнца в комнате. Получившееся искусство инсталляции было повешено, чтобы люди могли стоять внутри.
Павильон « Океан», построенный в 2014 году, включал платформу для производства на водной основе, где конструкции были построены из хитозана, водорастворимого органического волокна, похожего на хитин. Структурные столбы и длинные нежные листья были сделаны путем изменения способа укладки волокон. В результате получилась комбинация твердых и мягких структур, изменяющихся от твердой к гибкой по длине ветки или листа, но все они сделаны из одного и того же основного материала.
Синтетическая пасека, установка размером с комнату, построенная в 2015 году, изучала поведение пчел в полностью закрытой среде, в том числе то, как они строили ульи внутри и вокруг различных структур. Это было разработано в сотрудничестве с пчеловодческой компанией как способ тестирования возможных реакций на потерю колоний и изучения того, как биологические ниши могут быть явно интегрированы в здания.

### Разработки в области 3D-печати
Mediated Matter активно работал с различными техниками 3D-печати, разрабатывая собственные методы и сотрудничая с такими полиграфическими компаниями, как Stratasys. Масштаб проектов варьировался от ограждений и большой мебели до произведений искусства и одежды, до биокомпозитов, искусственных клапанов и сборки ДНК. Группа разработала прототип принтера с роботизированным манипулятором, который мог бы строить конструкции высотой 8 футов вокруг себя на открытом воздухе, и быстросохнущий принтер, который делает отдельно стоящие объекты без опорных конструкций.
В 2012 году Оксман напечатала свой первый набор носимых устройств размером с тело, коллекцию под названием « Воображаемые существа», вдохновленную легендарными существами. Затем последовало платье Anthozoa, разработанное в сотрудничестве с модельером Ирис ван Херпен и инженером по материалам Крейгом Картером. Это были одни из первых примеров многоцветной и многоматериальной 3D-печати в человеческом масштабе с использованием яркой палитры с точным контролем цвета и текстуры. В 2015 году она разработала коллекцию Wanderers вместе с Кристофом Бадером и Домиником Колбом, вдохновленные идеями межпланетных исследований. Это принесло Fast Company награду за инновационный дизайн. Самым влиятельным из Странников был Нагрудник Живых Муштари, модельный пищеварительный тракт, наполненный жидкостью и колонией фотосинтезирующих бактерий и кишечной палочки. Производство муштари потребовало новых методов моделирования для печати длинных гибких трубок различной толщины.
В 2016 году она произвела Rottlace, набор перьевых, нитевидных и текстурированных масок, напечатанных на 3D-принтере. Они были сделаны для художницы Бьорк на основе 3D-сканирования её лица. Бьорк надела их на первое в мире представление 360 ° VR. Она также начала создавать вечерню, коллекцию из 15 посмертных масок. Каждая маска, описываемая как "как что-то из Чужого ", представляет собой изогнутую полупрозрачную оболочку размером с лицо, внутри которой распечатан подробный узор в облаках цвета и тени. Это проверило пределы того, насколько маленькие воксели цвета могут быть внутри твердого тела, напечатанного на 3D-принтере.
Оксман также представила новые инструменты и процессы печати. В 2015 году она разработала Gemini, большой шезлонг, сочетающий в себе фрезерованный деревянный каркас и поверхность, напечатанную на 3D-принтере. И внешняя оболочка, и текстура внутренней поверхности были разработаны, чтобы создать успокаивающую акустическую среду для того, кто в ней лежит. Позже Gemini была приобретена SF MoMA.
В 2014 году команда Mediated Matter разработала G3DP, также известный как Glass I, первый 3D-принтер для оптически прозрачного стекла. В то время спекающие 3D-принтеры могли печатать стеклянным порошком, но результаты были хрупкими и непрозрачными. G3DP был разработан в сотрудничестве с Лабораторией стекла Массачусетского технологического института и Институтом Висс, имитируя традиционные процессы обработки стекла. Расплавленное стекло разливали тонкими потоками и охлаждали в камере отжига, что обеспечивало точность, подходящую для художественных и потребительских товаров, и прочность стекла, подходящую для архитектурных элементов. Процесс позволил тщательно контролировать цвет, прозрачность, толщину и текстуру. Изменение высоты и скорости сопла давало однородные петли, превращая принтер в «швейную машину золотого стекла». Набор стеклянных сосудов, изготовленных с помощью этого принтера, был выставлен в Cooper Hewitt и других музеях а 10-футовая скульптура из света и печатного стекла YET была разработана для Миланской недели дизайна 2017 года.

## Публикации и очерки
- 2016: What if our buildings were grown, not built?[34]
- 2014: Material Ecology[65]
- 2014: Gemini: Multi-Material Digital Design Fabrication[66]
- 2011: Variable Property Rapid Prototyping[67]
- 2006: Tropisms: Computing Theoretical Morphospaces of Branching Growth Systems[68]

Group publications
- 2016: 3D Printed Multimaterial Microfluidic Valve[69]
- 2015: DNA Assembly in 3D Printed Fluidics[70]
- 2015: Flow-based Fabrication[71]
- 2015: Additive Manufacturing of Optically Transparent Glass[72]

 Ранние проекты Оксмана представляли собой образцы поверхностей, мебели или предметов, которые можно было носить или выставлять на обозрение. Большинство экспонировалось в музеях. Более поздние работы включали временные и интерактивные инсталляции. Некоторые, такие как Ocean Pavilion и Glass I, включали производственный процесс; другие, такие как Шелковый павильон и Синтетическая пасека, включали биологические наблюдения и исследования на выставке.
- Cartesian Wax, Monocoque, Subterrain[73] (2007, MoMA)[74]
- Raycounting, Penumbra (2007, MoMA)
- Fibonacci’s Mashrabiya (2009, 12, Centre Pompidou)
- Beast: Prototype for a Chaise Longue (2010, MoS)
- Carpal Skin[75] (2010, Museum of Science)
- Silk Pavilion (2013), installation
- Imaginary Beings (2012, Centre Pompidou)
  - 18 'wearables for demigods': Gravida, Pneuma, Remora

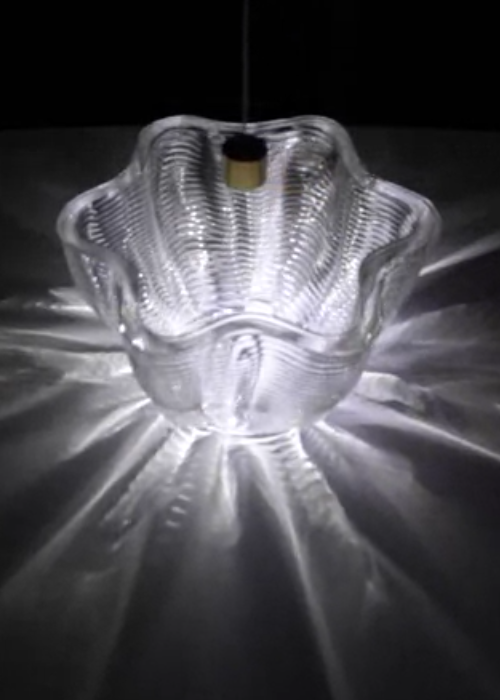
G3DP bowl

- Ocean Pavilion (2014), installation
- Anthozoa (2013, MFA), couture dress
- Gemini (2015, SF MoMA), acoustical chaise
- Wanderers collection (2015):[76]
  - Otaared, Qamar, Zuhai
  - Living Mushtari
- Glass I (2014), 3D printer & glasswork[77]
- Synthetic Apiary (2015), installation[78]
- Rottlace (2016, Björk), masks[9]
- Vespers (2016—2018), death mask series[53]

### Галерея

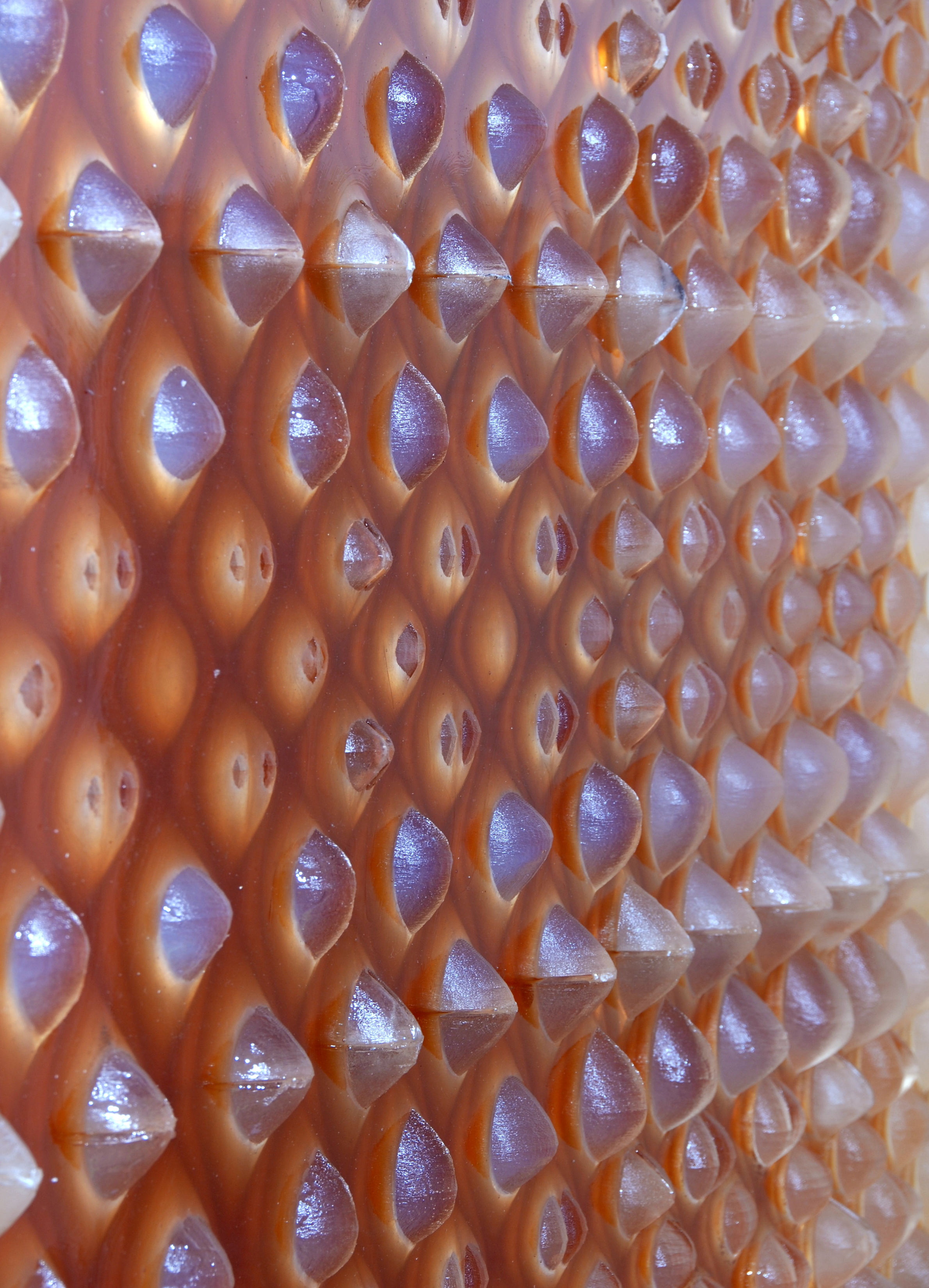
Декартова восковая поверхность
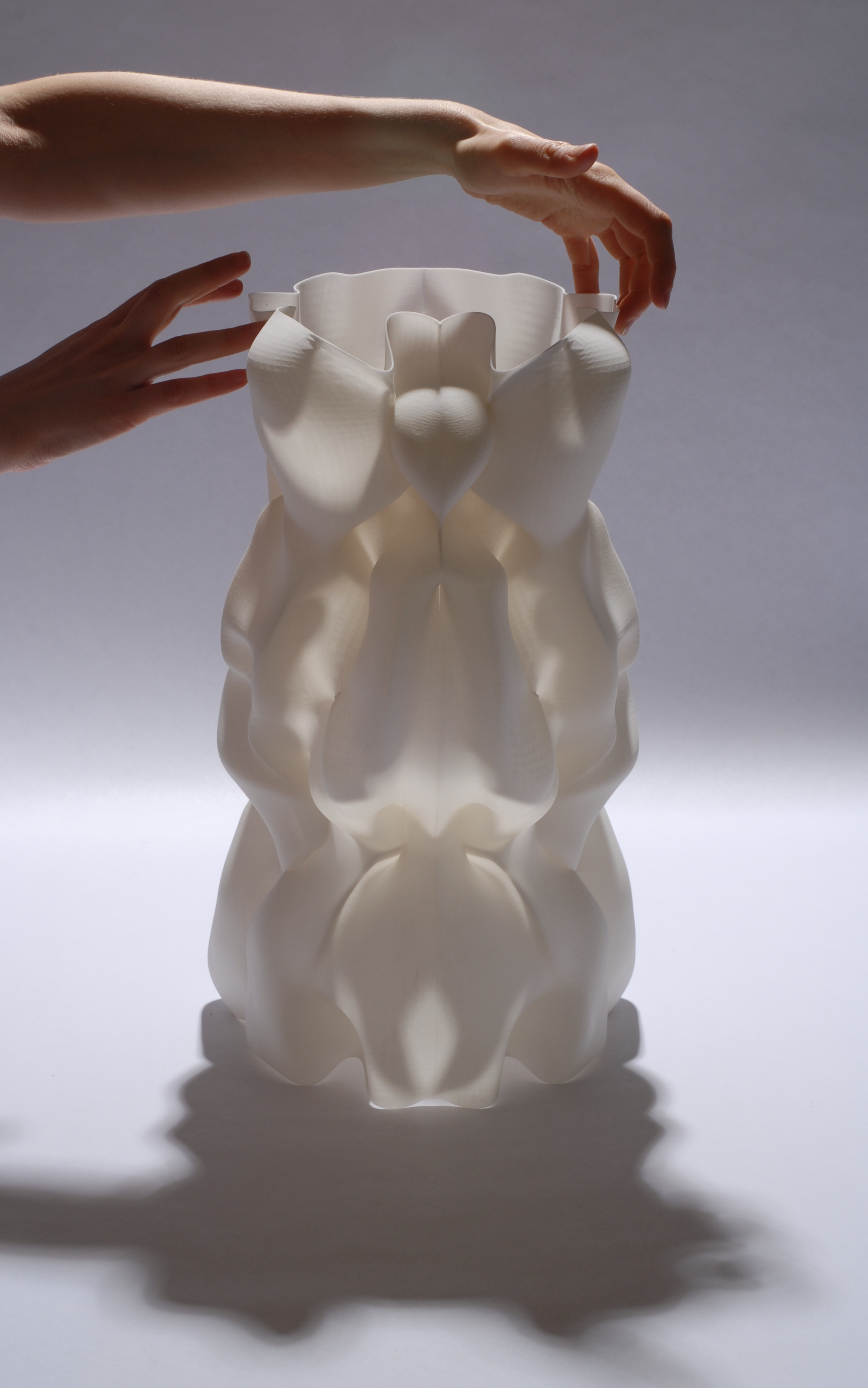
Raycounting, многократно освещенный
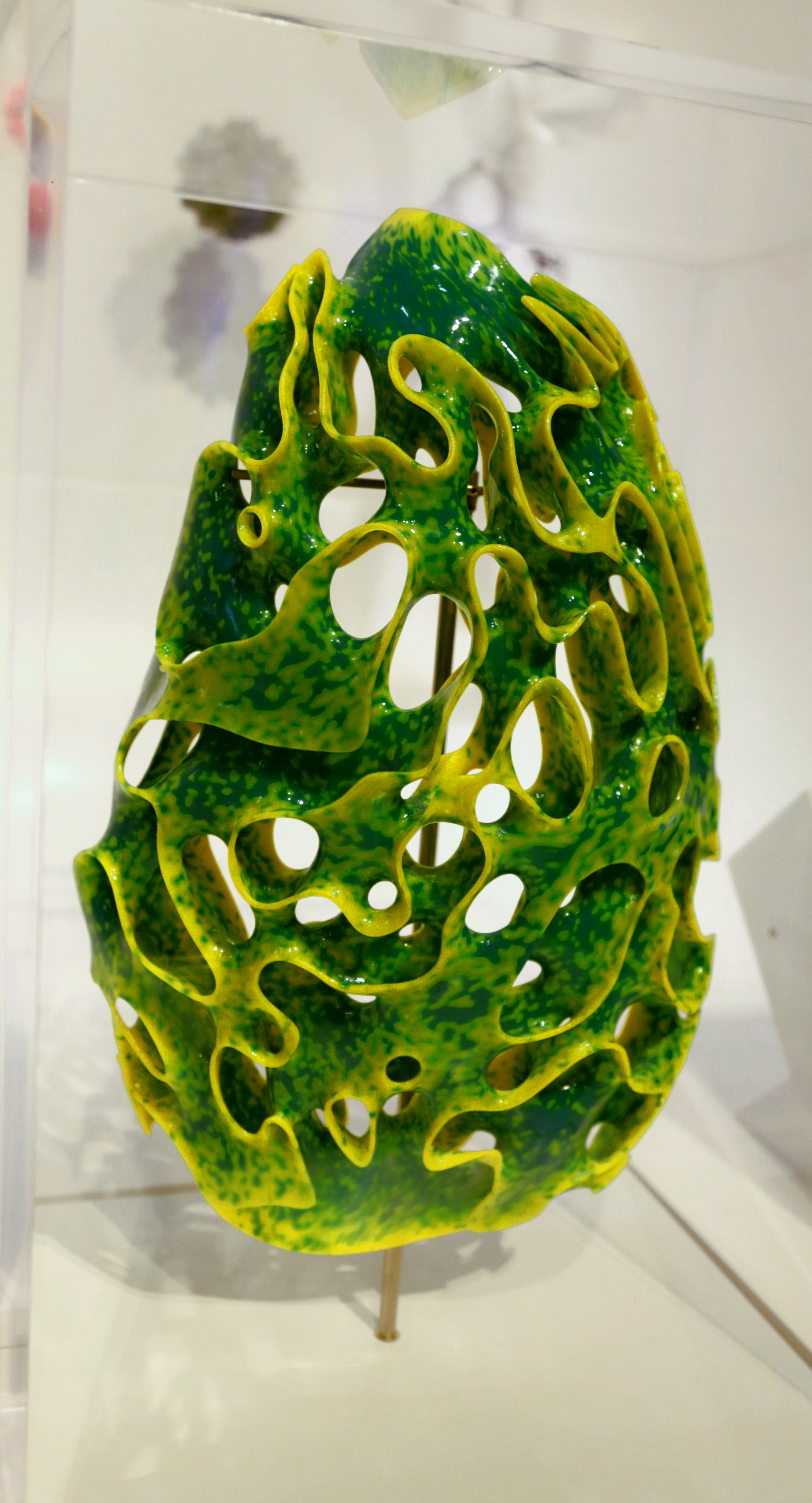
Пневма 2
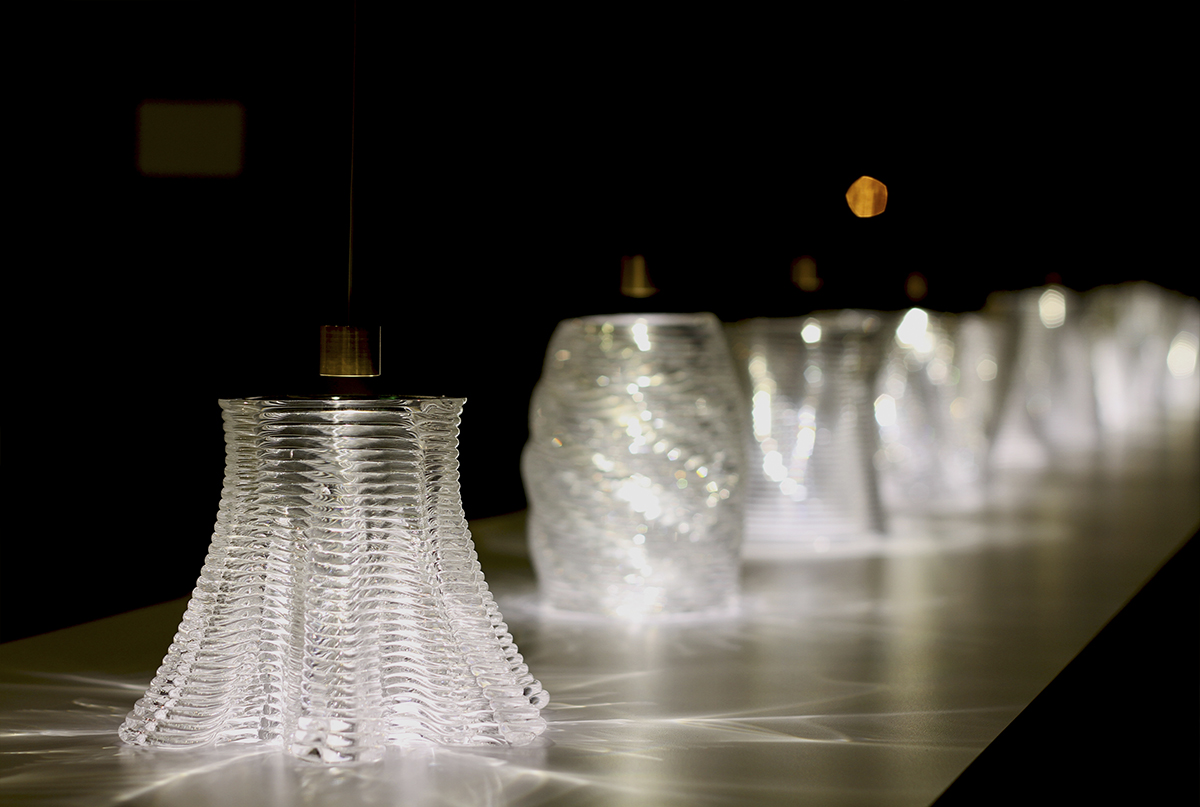
Стекло с принтом G3DP

Носимые устройства, машины и установки

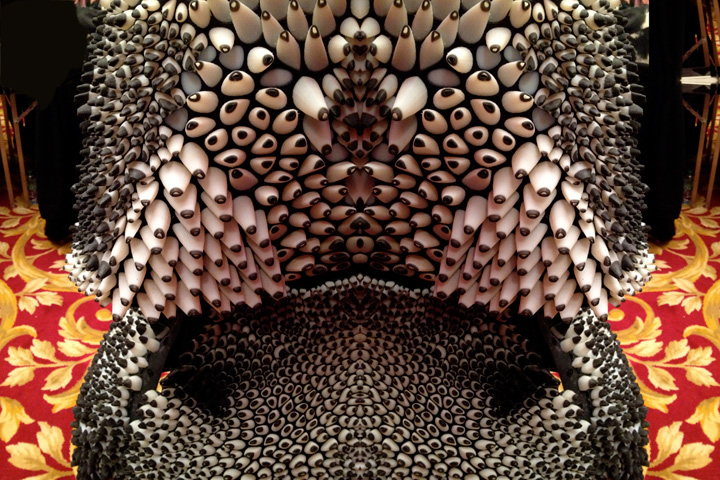
Платье Anthozoa
- Процесс печати G3DP
- 2-го поколения G3DP
- Процесс шелкового павильона
- Синтетические исследования пасеки
- Муштари живой корсет
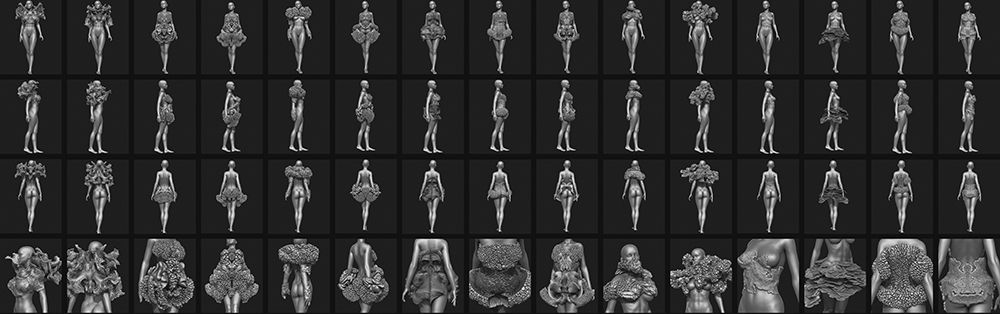
Семейство морфологий, используемых для Странников
- Посмертные маски вечерни

### Избранные экспонаты
- Beijing Art Biennale: 2006—2010
- MoMA, New York: 2007, 2010 (Action: Design over Time), 2015 (This Is for Everyone), 2020 ( «Neri Oxman: Material Ecology» )
- Museum of Science, Boston: 2012 (Neri Oxman: At the Frontier of Ecological Design[79])
- Cooper Hewitt Museum: 2015 (Making Design), 2016 (Beauty)
- Centre Pompidou, Paris: 2012 (Imaginary Beings exhibit, Multiversités Créatives[80])
- Science Museum, London: 2012 & 2013 (3D PRINT SHOW[81])
- Museum of Fine Arts, Boston: 2013, 2016 (#techstyle: Production[82])
- Museum of Applied Arts, Vienna: 2014 (150 Years of the MAK[83])
- National Gallery of Victoria, Victoria: 2017 (NGV Triennial[84])

## Награды и признание
Оксман является старшим научным сотрудником Совета Design Futures, и в 2014 году получил премию Вилчека в области дизайна
В 2009 году она была в списке ICON «20 самых влиятельных архитекторов, определяющих наше будущее». В 2012 году « Шалом Лайф» поставила её номер 1 в своем списке «самых талантливых, умных, забавных и великолепных еврейских женщин в мире»

Другие награды включают: 
- London Design Festival Design Innovation medal (2018) Архивная копия от 11 апреля 2020 на Wayback Machine
- MIT Collier Medal (2016)[87]
- Cultural Leader, World Economic Forum (2016)[88]
- Innovation by Design Award, Fast Company (2015), for Wanderers[89]
- American Institute of Architects Women in Design (2014)[90]
- Carnegie «Pride of America» Award (2014)[91]
- Vilcek Prize in Design (2014)[85]
- Senior Fellow, Design Futures Council (2013)[92]
- Earth Award for Future Crucial Design (2009)[93]
- Carter Manny Citation, Graham Foundation for the Arts (2008)
- Holcim Foundation Next Generation Award (2008), for «microstructure research for building skins»[94]